# Martinez (brazylijski piłkarz)
Luís Fernando Martinez (ur. 21 kwietnia 1980) – brazylijski piłkarz występujący na pozycji pomocnika.

## Kariera klubowa
Od 2000 roku występował w klubach Guarani FC, SC Internacional, Cruzeiro EC, SE Palmeiras, Cerezo Osaka, Náutico i Criciúma.